# Gulden Mis

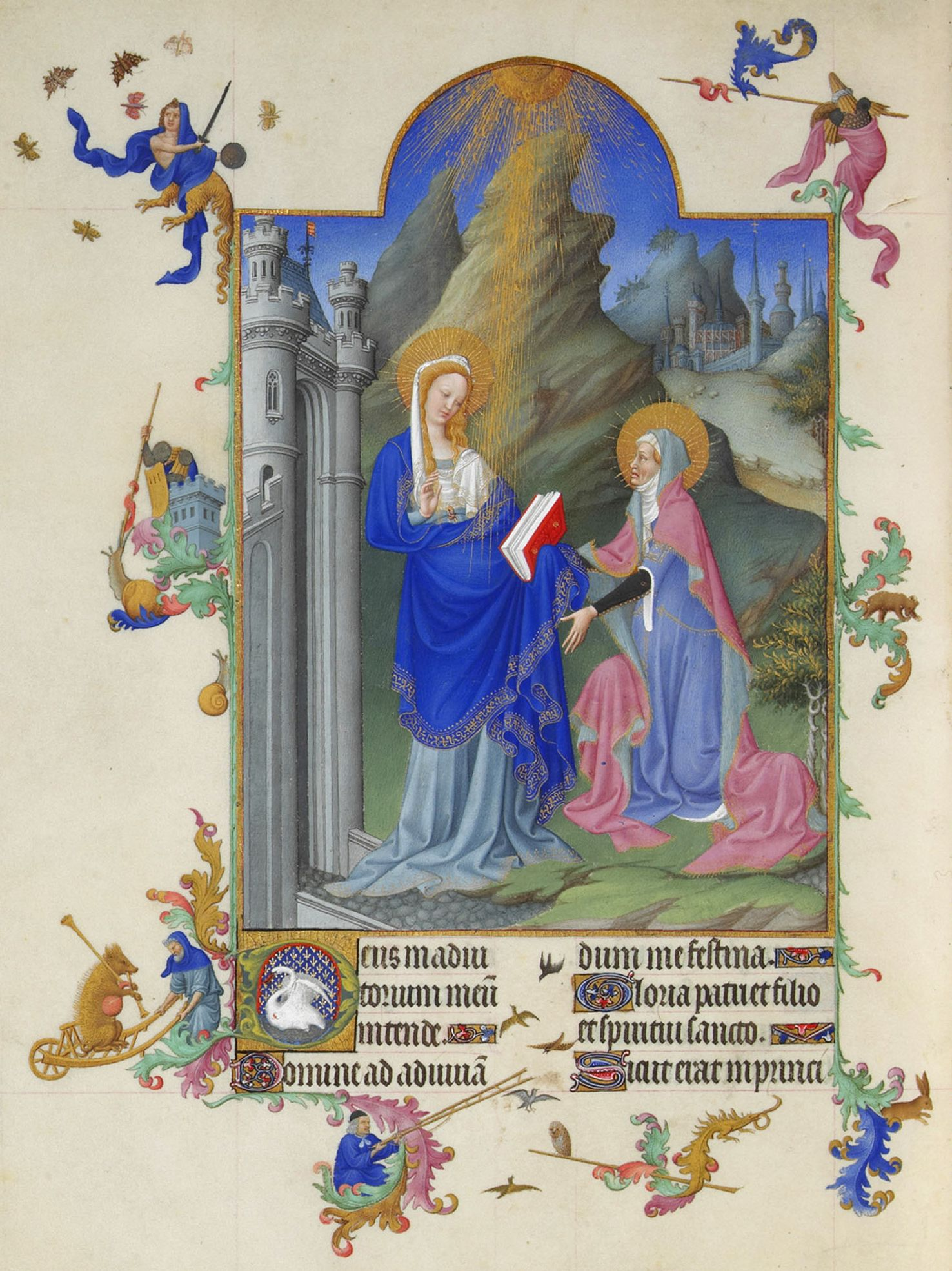
Maria in blijde verwachting

De Gulden Mis (Missa Aurea) is in de liturgie van de katholieke kerk een Mis, die wordt opgedragen op de eerste woensdag na de feestdag van de Heilige Lucia (13 december). Het betreft een votiefmis, welke plaats heeft ofwel 's morgens voor het opgaan dan wel 's avonds na het ondergaan van de zon, met enkel kaarslicht als verlichting.
De Mis begint met het Rorate (Dauwt hemelen der rechtvaardigen) en is de mistekst van "de Mis van Onze Lieve Vrouw op zaterdag in de Advent" (Missa de Sancta Maria in sabbato, tempore adventus). Dit is de "Roratemis" ; bij uitzondering wordt de Mis van de Onbevlekte Ontvangenis opgedragen, als deze dag in het octaaf van dit feest valt.Tijdens deze missen wordt in het bijzonder stil gestaan bij de blijde verwachting van Maria. Aan het bijwonen van deze mis wordt een bijzondere waarde toegekend, waarop het woord Gulden betrekking heeft. Het volksgeloof neemt aan dat men altijd verhoord wordt in alle smeekbeden die men tot Maria in deze Mis wendt. In het verleden oefende de Gulden Mis een bijzondere aantrekkingskracht uit op mensen die in nood verkeerden, of op mensen wier naasten op zee waren. De mis werd dan ook wel Schippersmis genoemd.
In de Tridentijnse liturgie is het een mis van 2e klas, welke bij voorkeur wordt opgedragen aan het Maria-altaar. Het is een quatertemperdag (een boete- en vastendag).
Het gebruik van de Gulden Mis bestaat sinds de vijftiende eeuw in Nederland en België; in Duitsland mag deze devotiemis elke zaterdag van de advent opgedragen worden en in Polen zelfs elke weekdag in de advent.